# Claude Jorda
Claude Jean Charles Jorda (* 16. Februar 1938 in Bône, Algerien) ist ein französischer Jurist. Er wirkte von 1994 bis 2003 als Richter am Internationalen Strafgerichtshof für das ehemalige Jugoslawien, darunter von 1999 bis 2002 als Präsident des Gerichts, sowie von 2003 bis 2007 als Richter am Internationalen Strafgerichtshof.

## Leben
Claude Jorda wurde 1938 in der algerischen Stadt Bône geboren und erlangte 1961 an der Universität Toulouse die Licence in Rechtswissenschaften. Anschließend absolvierte von 1963 bis 1966 ein Studium in Bordeaux an der École nationale de la magistrature (ENM), der französischen Hochschule zur Ausbildung von Richtern. An der Universität der Provence Aix-Marseille I erwarb er darüber hinaus 1965 einen Abschluss in Kriminologie. Von 1966 bis 1970 war er zunächst im französischen Justizministerium tätig, bevor er von 1970 bis 1976 als Generalsekretär der ENM fungierte. Nachdem er danach zunächst ins Justizministerium zurückgekehrt war, wurde er 1978 Vizepräsident des Tribunal de Grande Instance in Paris. In dieser Funktion war er bis 1982 tätig, anschließend ging er bis 1985 erneut ins Justizministerium. Von 1985 bis 1992 fungierte er als Generalstaatsanwalt am Cour d’appel in Bordeaux und von 1992 bis 1994 in gleicher Funktion in Paris. Darüber hinaus unterrichtete er von 1967 bis 1970 an der Universität Paris II, von 1971 bis 1976 an der Universität Bordeaux sowie in den Jahren 1996/1997 an der Universität Montesquieu Bordeaux IV.
Ab 1994 wirkte er als Richter am Internationalen Strafgerichtshof für das ehemalige Jugoslawien, an dem er von 1995 bis 1999 Präsident der ersten Verfahrenskammer und, nach seiner Wiederwahl als Richter im Jahr 1997, von 1999 bis 2002 Präsident des Gerichts war. In dieser Funktion stellte er im Jahr 2000 einen Bericht über die Arbeit des Gerichts mit Vorschlägen zu dessen Reform vor, in dessen Folge die Zahl der Richter erhöht und die Möglichkeit zur Berufung von Ad-litem-Richtern geschaffen wurde. Im Februar 2003 wurde er über die Vorschlagsliste A für Kandidaten mit ausgewiesener Kompetenz im Bereich des Straf- und Strafverfahrensrechts für sechs Jahre zum Richter am neu entstandenen Internationalen Strafgerichtshof in Den Haag gewählt. Dort gehörte er der Vorverfahrensabteilung an und war Vorsitzender Richter im Verfahren gegen Thomas Lubanga Dyilo. Im August 2007 zog er sich aus gesundheitlichen Gründen von diesem Amt zurück, seine Nachfolgerin für die verbleibende Dauer seiner Amtszeit wurde Fumiko Saiga aus Japan.

## Auszeichnungen
Claude Jorda ist seit 1993 Offizier der französischen Ehrenlegion und seit 2000 Kommandeur des Ordre national du Mérite.